# Let's Get Out of This Country
Let's Get Out of This Country är det tredje studioalbumet av indiepopbandet Camera Obscura, utgivet i juni 2006 på Elefant Records.
Gruppen spelade in albumet i Sverige under 2005 med The Bear Quartet-gitarristen Jari Haapalainen som producent. Ett större antal studiomusiker har också medverkat på albumet, däribland stråkarrangemang av Björn Yttling. Fyra singlar har släppts från albumet; "Lloyd, I'm Ready to Be Heartbroken", "Let's Get Out of This Country", "If Looks Could Kill" och "Tears for Affairs". "Lloyd, I'm Ready to Be Heartbroken" kom även att användas i filmerna P.S. I Love You och Over Her Dead Body.

## Låtlista
Alla låtar är skrivna och komponerade av Tracyanne Campbell. 
| Nr  | Titel                              | Längd |
| --- | ---------------------------------- | ----- |
| 1.  | Lloyd, I'm Ready to Be Heartbroken | 3:49  |
| 2.  | Tears for Affairs                  | 4:04  |
| 3.  | Come Back Margaret                 | 3:47  |
| 4.  | Dory Previn                        | 4:16  |
| 5.  | The False Contender                | 3:38  |
| 6.  | Let's Get Out of This Country      | 3:21  |
| 7.  | Country Mile                       | 3:59  |
| 8.  | If Looks Could Kill                | 3:29  |
| 9.  | I Need All the Friends I Can Get   | 3:18  |
| 10. | Razzle Dazzle Rose                 | 5:28  |

## Medverkande
| Camera Obscura - Nigel Baillie – trumpet - Tracyanne Campbell – sång, gitarr - Gavin Dunbar – bas - Carey Lander – orgel, piano, sång - Kenny McKeeve – sång, gitarr, munspel, mandolin - Lee Thomson – trummor Ytterligare musiker - Erik Arvinder – fiol - Victoria Bergsman – kör (8-9) - Lena Bergström – cello - Andreas Forsman – fiol - Tomas Hallonsten – dragspel - Erik Holm – fiol - Isak Klasson – kör (8-9) - Markus Krunegård – kör (8-9) - Britta Persson – bakgrundssång, kör (8-9) - Sibille Attar – kör (8-9) - Marcella Svensson – kör (8-9) - Björn Yttling – stråkarrangemang | Produktion - Stefan Boman – inspelning (Park Studio) - Jari Haapalainen – producent - Henrik Jonsson – mastering - Christoffer Lundquist – mixning - Fredik Ottosson – fotografi (omslag) - Christoffer Roth – inspelning (Dubious) - Johan Rude – inspelning (Cosmos Studio) - Susie Young – fotografi (grupp) |